# Église San Benedetto in Piscinula
L'église San Benedetto in Piscinula (en français : Saint-Benoît-à-Piscinula) est une église romaine située dans le quartier Trastevere sur la piazza in Piscinula. Elle est confiée aux Hérauts de l'Évangile.

## Historique

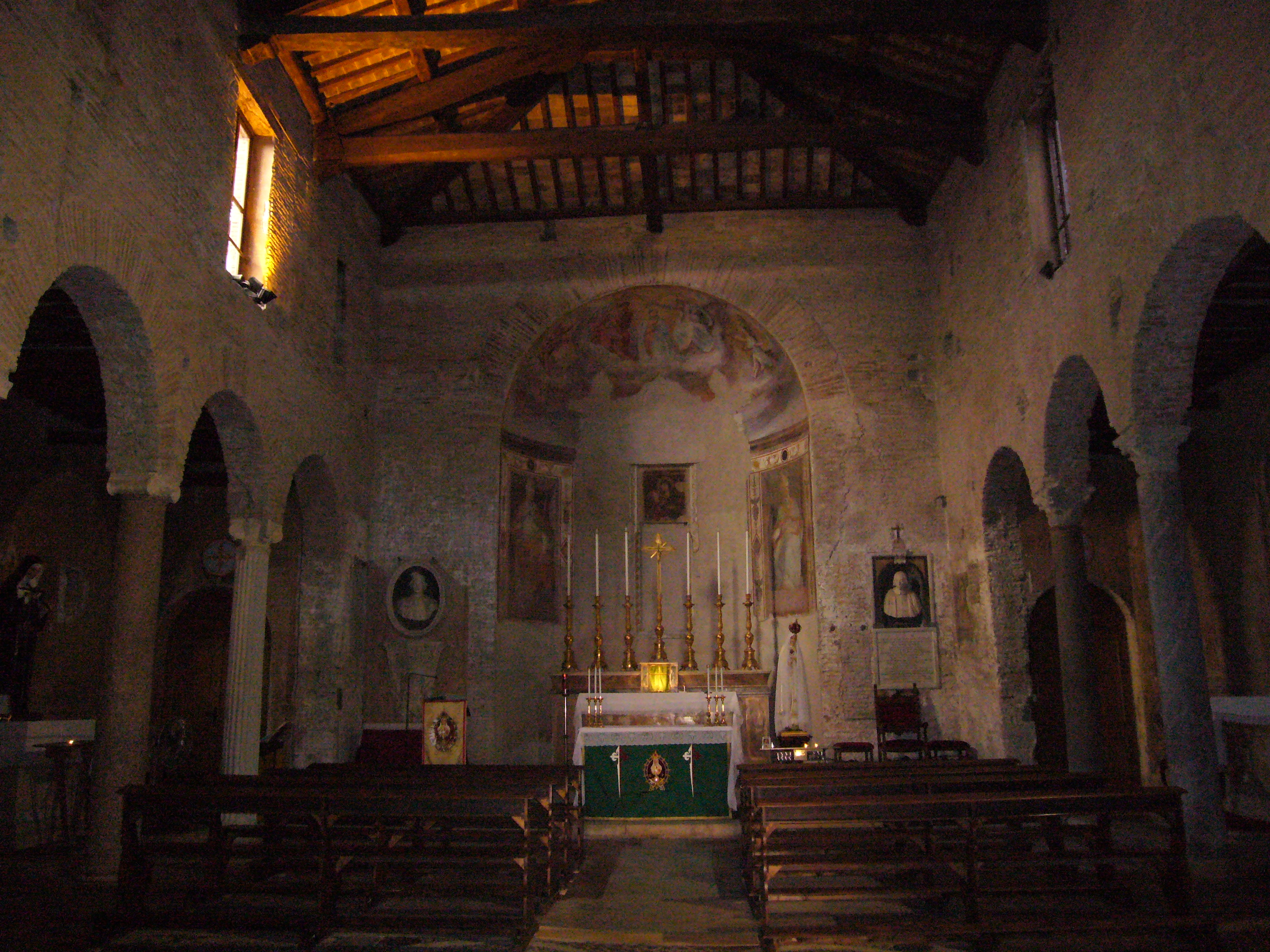
Vue intérieure de l'église

Le nom de l'église in Piscinula fait référence à sa localisation au moment de son érection au XIe siècle près de bains publics dont il ne reste aucune trace de nos jours. Elle est dédiée à Benoît de Nursie qui habita, lors de ses études à Rome au Ve siècle, dans la maison de la famille Anicii située en lieu de l'actuelle église selon la tradition.
La première mention reconnue de cette église se trouve dans le Liber censuum Romanae ecclesiae du pape Honorius III datant du début du XIIIe siècle. Des traces d'une chapelle datant du VIIIe siècle ont été retrouvées. Un couvent lui fut un temps adjoint, et elle fut église paroissiale de 1386 à 1824.

## Architecture et ornements
L'église présente un campanile original du XIe siècle, considéré comme le plus petit de Rome, avec une cloche portant la date de 1069 et sa façade fut entièrement rénovée au XIXe siècle dans le style du moment. L'intérieur de l'église est resté dans le style roman original avec un dallage de style cosmatesque.